# Tadley
Tadley is een civil parish (town) in het bestuurlijke gebied Basingstoke and Deane, in het Engelse graafschap Hampshire. De plaats telt 11.473 inwoners.